# Holmes Zimmermann
Holmes Zimmermann, nato Johannes Zimmermann (Maikammer, 12 settembre 1900 – Berlino, 14 giugno 1957), è stato un attore tedesco.

## Biografia
Partecipò negli anni venti a diversi film prodotti dalla Prometheus-Film-Verleih und Vertriebs-GmbH, una casa di produzione berlinese legata al partito comunista tedesco. Nel 1929, ricoprì il ruolo da protagonista in Hunger in Waldenburg, un film sui minatori della Slesia, e ne Il viaggio di mamma Krause verso la felicità, interpretando Paul, il figlio di mamma Krause. Nella maggior parte dei suoi film venne diretto dal regista Phil Jutzi, marito di sua sorella Emmy Philippine Zimmermann.

## Filmografia
- Feuerteufel, regia di Phil Jutzi (1920)
- Der graue Hund, regia di Phil Jutzi (1922)
- Kladd und Datsch, die Pechvögel, regia di Phil Jutzi (1926)
- Kindertragödie, regia di Phil Jutzi e Karl Lutz (1928)
- Schinderhannes, regia di Kurt Bernhardt (1928)
- Hunger in Waldenburg, regia di Phil Jutzi (1929)
- Il viaggio di mamma Krause verso la felicità (Mutter Krausens Fahrt ins Glück), regia di Phil Jutzi (1929)
- Niemandsland, regia di Victor Trivas (1931)
- Adam, Eva und der Apfel, regia di Phil Jutzi (1934)
- Musketier Meier III, regia di Joe Stöckel (1938)